# Густав Хабер
Густав Хабер је значајно име међу првим телеграфистима у Србији у 19. веку. Рођен је 1850. у Бечу. Искуство је стекао радећи у једној бечкој фабрици телеграфских апарата 1873. Дошао је у Србију са својом породицом, радио у техничкој радионици и руководио техничком службом. У први мах је дошао на одређено време, а онда када му се у Србији допало 1880. Примио је српско држављанство. Исте године је постављен за „дејствителног механичара“ при минстарству унуташњих дела. 
Прву међумесну телефонску линију Београд-Ниш, поставио је 1886. За то је добио захвалницу министра војног С. Грујића у којој се каже: „Ви сте, господине, пожртвовањем, трудом и радом енергичним учинили Србији услуге које имају право опште признање и благодарности“. 
1891. Инсталирао је прве Хјузове телеграфске апарате у београдском телеграфу. Био је и предавач на поштанско-телеграфској школи у периоду 1891-1892. Предавао је предмет „Одржавање уређаја“ 
Прву телефонску централу у Београду подигао је Заједно са Матом Јовановићем и својим сином Густавом млађим 1898. Умро је 1930. године